# Ukrina
Ukrina – rzeka w północnej Bośni i Hercegowinie, prawy dopływ Sawy. Jej długość wynosi 119,3 km.

## Opis
Powierzchnia jej dorzecza wynosi 1515,4 km². Powstaje z połączenia Velikiej i Malej Ukriny. Przepływa m.in. przez Derventę. Do Sawy wpada 10 km na południowy zachód od Brodu, w pobliżu wsi Koraće.